# Metropolia Maracaibo
Metropolia Maracaibo – metropolia rzymskokatolicka w Wenezueli utworzona 30 kwietnia 1966 roku.

## Diecezje wchodzące w skład metropolii
- Archidiecezja Maracaibo
  - Diecezja Cabimas
  - Diecezja El Vigia-San Carlos del Zulia
  - Diecezja Machiques

## Biskupi
- Metropolita: abp Ubaldo Santana (od 2000) (Maracaibo)
- Sufragan sede vacante (Cabimas)
- Sufragan: bp José Luis Azuaje Ayala (od 2006) (El Vigia)
- Sufragan: bp Jesús Alfonso Guerrero Contreras (od 2011) (Machiques)

## Główne świątynie metropolii
- Archikatedra św. Piotra i Pawła w Maracaibo
- Bazylika Matki Boskiej z Chiquinquirá w Maracaibo
- Katedra Matki Boskiej Różańcowej w Cabimas
- Katedra Matki Boskiej Nieustającej Pomocy w El Vigia
- Katedra Matki Boskiej z Góry Karmel w Machiques